# Stylidium ecorne
Stylidium ecorne är en tvåhjärtbladig växtart som först beskrevs av R. Erickson och J. H. Willis, och fick sitt nu gällande namn av Farrell och S. James. Stylidium ecorne ingår i släktet Stylidium och familjen Stylidiaceae. Inga underarter finns listade i Catalogue of Life.